# Senja

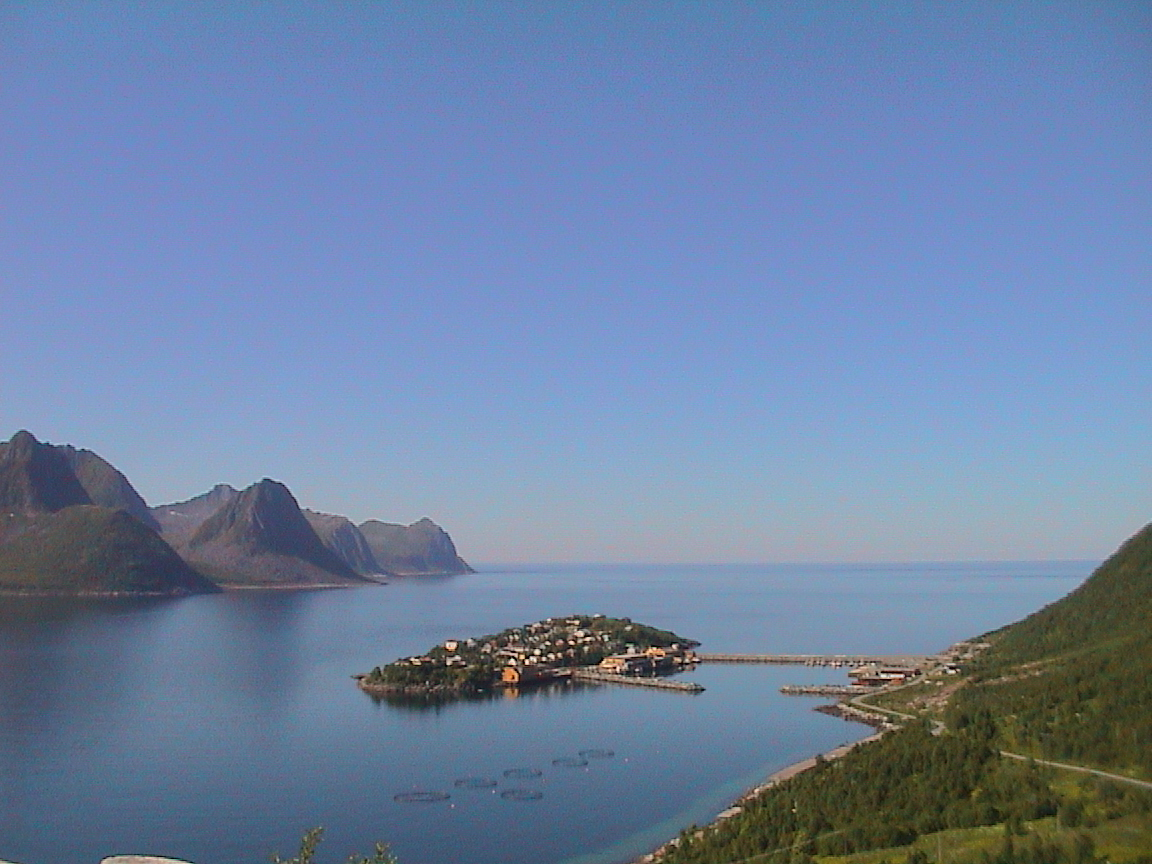
Husøy, sur la côte nord de Senja.

Senja (pronc. Sènya ; en same du Nord Sážža) est la deuxième île de Norvège par sa superficie (le Svalbard mis à part) avec 1 586,3 km2. Son point culminant est l'Istindan (959 m).
Senja appartient au comté (fylke) de Troms. L'île a une population de près de 8 000 habitants, et comprend les communes de Berg, Torsken, Tranøy et une partie de Lenvik. La partie la plus peuplée se trouve le long du détroit du Gisund, sur la côte intérieure de l'île. C'est aussi là que se trouve l'agglomération la plus importante, Silsand. Le plus important village de pêcheurs est Gryllefjord (commune de Torsken), qui est relié l'été par ferry à Andøya dans les îles Vesterålen.

## Géographie

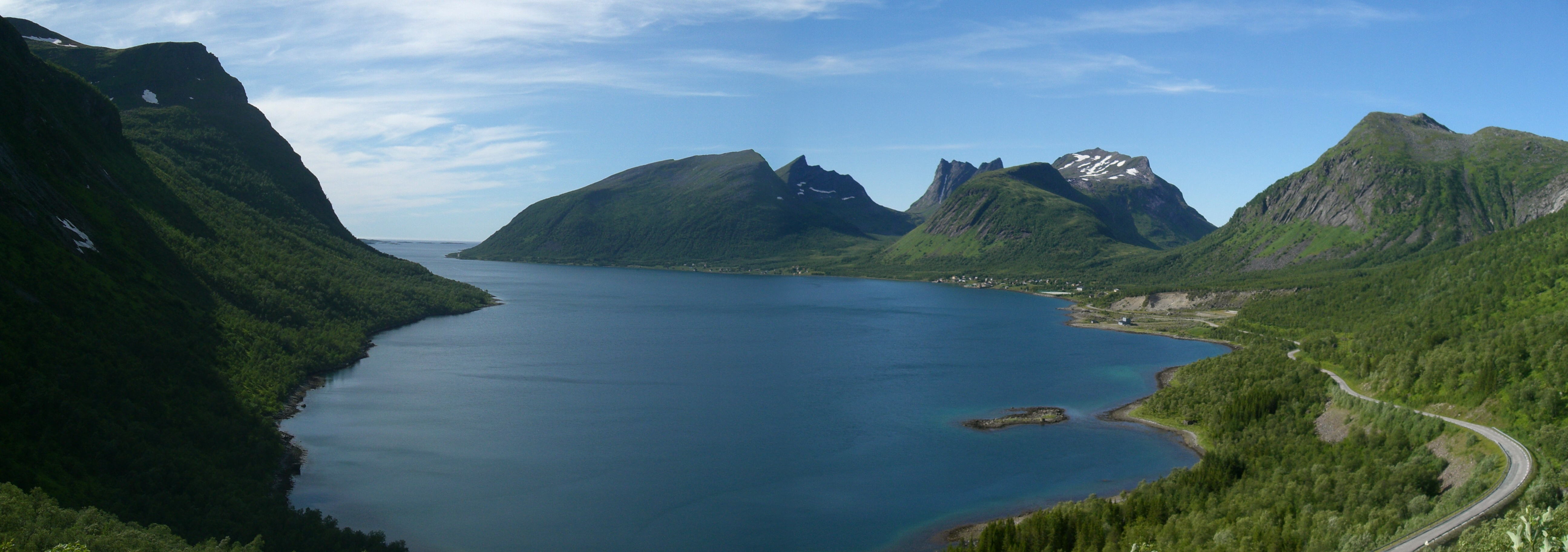
Le Bergsfjord à Senja.

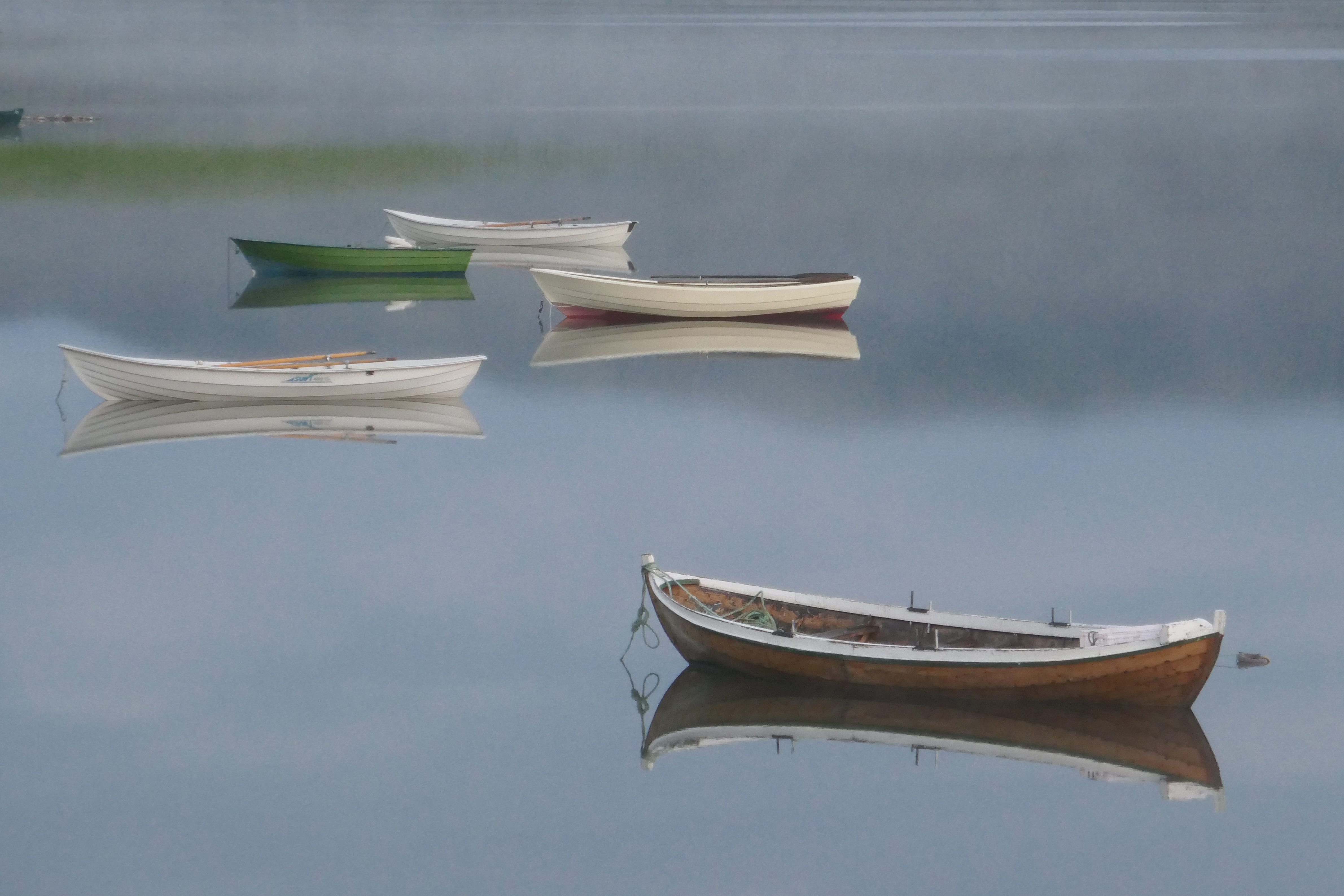
Petits bateaux de pêche sur le lac Lysvatnet à Senja. Août 2018.

Senja est connue pour ses paysages variés qui l'ont fait surnommer « une Norvège en miniature ». On est frappé lorsqu'on l'approche par ses montagnes spectaculaires qui plongent dans la mer, mais aussi par sa ceinture d'îles idylliques et par ses belles plages de sable. Sur la côte intérieure on trouve des terres fertiles et un paysage agréable et vallonné avec des forêts de bouleaux. Les vallées abritent  des hameaux plaisants et de petites industries. La partie sud de Senja comporte des montagnes peu élevées et des bois de pins ; c'est ici que se trouve le parc national d'Ånderdalen.

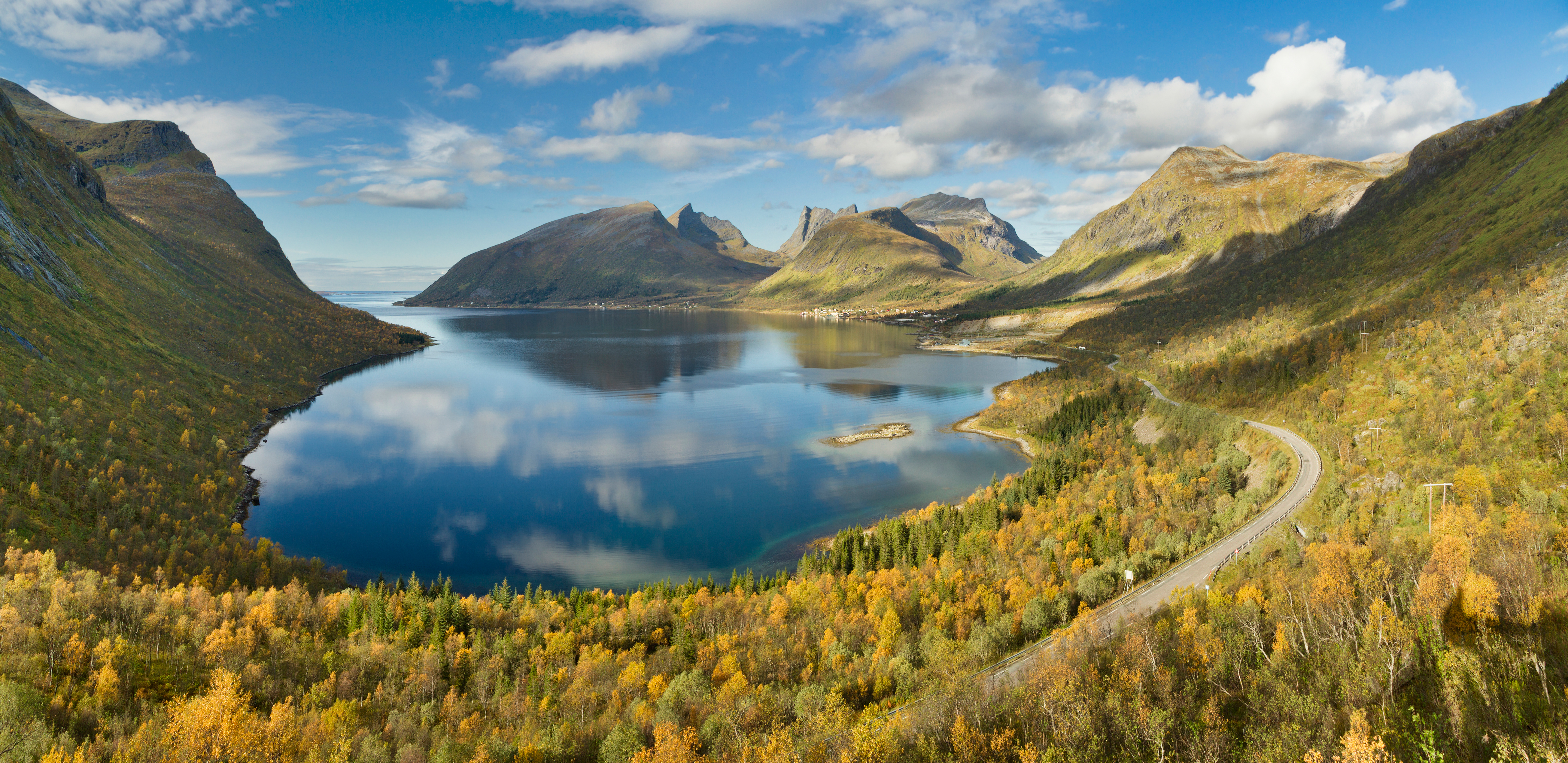
Le Bergsfjorden depuis Bergsbotn, à Senja. Septembre 2015.

.

## Population
Senja avait 7 782 habitants au 1er janvier 2008, répartis comme suit :
- commune de Berg : 937 ;
- commune de Lenvik : 4 329 ;
- commune de Torsken : 937 ;
- commune de Tranøy : 1 579.

Le décompte de la population inclut les deux petites îles de Husøy et Lemmingvær. 54 % de la population est installée dans la partie de Senja proche du continent (Gisund, Laksfjord, Solbergfjord et Tranøybotn) et dans l'intérieur, 19 % dans la partie nord (de Lysbotn à Melfjorden), 18 % sur la côte extérieure (de Ersfjord à Flakstadvåg) et 8 % dans la partie sud (Stongland).

## Curiosités
On trouve sur Senja plusieurs musées, dont la plupart sont regroupés autour du Senjamuseet, qui dépend du Musée du Midt-Troms. On peut citer le musée same à Kaperdalen, le Bygdemuseum de Hofsøya, le musée du Flétan et la Boutique ancienne à Skrolsvik, ainsi que le musée de la Défense côtière à Senjehesten. À Skaland se trouve en outre un musée de la Mine. L'île est par ailleurs riche en curiosités aussi bien naturelles qu'historiques, par exemple l'usine de nickel de Senja, à Hamn, où fut mise en exploitation en 1882 la première centrale hydro-électrique du monde.
Senja est réputée abriter le plus grand troll du monde, le Senja Troll (20,5 mètres de haut assis, 125 tonnes), dans le « Hulder- og Trollparken » à Skaland (20 km de Gryllefjord).

## Industrie
L'industrie du poisson est naturellement dominante à Senja ; en particulier les établissements du Nergårdkonsern à Senjahopen représentent un employeur important, mais ceux des frères Karlsen à Husøy fonctionnent bien également. À Skaland on extrait aussi du graphite : cette activité s'est développée à la suite de la découverte de nouveaux gisements à proximité de Trælen, au nord-ouest de Skaland. D'autres activités dignes d'être mentionnées sont la pomme de terre et les produits dérivés à Silsand (Art Nor, Tromspotet), ainsi qu'une fabrique d'escaliers à Solli.

## Commerce et moyens de communication
Les habitants de Senja disposent d'une liaison routière directe avec Finnsnes, la ville plus proche sur le continent, via le pont sur le Gisund (Gisundbru). Finnsnes a un rôle de centre commercial pour toute la région du Midt-Troms, incluant Senja. Mais l'île est également reliée avec d'autres villes du comté. De Lysnes, dans la partie nord, on peut rejoindre Tromsø en 50 minutes par le hurtigbåt. Depuis Flakstadvåg et Skrolsvik, respectivement à l'ouest et au sud de l'île, l'express côtier dessert en outre Harstad. L'été, des ferries circulent entre la côte nord de Senja et l'île de Kvaløy, et entre la côte sud et Harstad.
Senja possède sa propre compagnie d'autocars, Senja Rutebil AS, dont le siège est à Vangsvik dans la commune de Tranøy. Le trafic routier s'effectue principalement entre Finnsnes et les différentes bourgades de Senja. La compagnie Senja Rutebil gère aussi le seul bus urbain, entre le centre et différents points de Silsand.
Il y a quatre routes nationales (riksveier) à Senja. La route 86 arrive via le Gisundbru de Finnsnes, Sørreisa et Bardufoss. Elle traverse toute l'île jusqu'à Torsken et Gryllefjord. De Silsand, la route 861 se dirige vers le nord le long du Gisund, jusqu'à Gibostad et la côte nord. En direction du sud, la route 860 part de Islandsbotn jusqu'à Stonglandseid. Le long de la côte nord-ouest, la route 862 relie Straumsbotn (commune de Berg) à Lenvik, via Senjahopen et Botnhamn. La route 862 est l'une des 18 scenic roads de Norvège, c'est-à-dire l'une des plus belles.

## Éducation
Senja possède un lycée à Gibostad, avec des spécialisations en exploitation des ressources naturelles, en électricité et en production technique et industrielle. En outre, il existe deux lycées sur la terre ferme à Finnsnes, ainsi que des centres d'études dispensant un enseignement supérieur décentralisé.

## Personnalités
- Moddi (né en 1987), musicien originaire de Senja